# Frank Bernstein
Frank Bernstein (* 1. Februar 1964 in Duisburg) ist ein deutscher Althistoriker.
Frank Bernstein legte 1983 das Abitur am Städtischen Gymnasium Neudorf in Duisburg ab. Er studierte in den Jahren 1983 bis 1989 die Fächer Geschichte und Klassische Philologie an der Universität Düsseldorf und erwarb dort den akademischen Grad eines Magister Artium. 1990 war Bernstein Wissenschaftlicher Angestellter am Historischen Seminar in Düsseldorf, anschließend bis 1992 Stipendiat der Gerda Henkel Stiftung sowie 1992 Graduate Visiting Student am Brasenose College der University of Oxford. Es folgten Lehraufträge an der Universität Düsseldorf 1992/1993 und eine Tätigkeit als Wissenschaftlicher Mitarbeiter an der Gerhard-Mercator-Universität – GH Duisburg im Jahr 1993/1994. Dort wurde er 1994 mit einer Arbeit zur Entstehung und Entwicklung der öffentlichen Spiele im republikanischen Rom zum Dr. phil. promoviert. In den Jahren von 1994 bis 2002 war er Wissenschaftlicher Assistent am Institut für Alte Geschichte der Johannes Gutenberg-Universität Mainz. 2002 habilitierte er sich dort mit Studien zu griechischen Fluchtbewegungen im Zeitalter der sogenannten Großen Kolonisation und erhielt die Venia legendi für das Fach Alte Geschichte. Anschließend war er im Zeitraum von 2002 bis 2006 als Hochschuldozent an der Universität Mainz tätig, wo ihm der Senat 2003 den Preis für exzellente Leistungen in der Lehre verlieh. 2005/2006 war Bernstein Lehrstuhlvertreter an der Universität Bielefeld. Ab dem Sommersemester 2006 lehrte er dort als Professor für Allgemeine Geschichte unter besonderer Berücksichtigung der Alten Geschichte, bevor er zum Wintersemester 2007/2008 auf einen Lehrstuhl für Alte Geschichte an der Universität Frankfurt am Main berufen wurde. Von 2013 bis 2015 war er Dekan des Fachbereichs Philosophie und Geschichtswissenschaften. Seit 2023 ist er Korrespondierendes Mitglied des Deutschen Archäologischen Instituts.
Seine Forschungsschwerpunkte bilden Roms politische Religion, Migration und Mobilität im frühen Hellas, Pazifikation in der Antike.

## Schriften (Auswahl)
Monographien
- Ludi publici. Untersuchungen zur Entstehung und Entwicklung der öffentlichen Spiele im republikanischen Rom (= Historia-Einzelschriften. Band 119). Steiner, Stuttgart 1998, ISBN 3-515-07301-9 (Zugleich: Duisburg, Universität, Dissertation, 1993–1994).
- Konflikt und Migration. Studien zu griechischen Fluchtbewegungen im Zeitalter der sogenannten Großen Kolonisation (= Mainzer Althistorische Studien. Band 5). Scripta Mercaturae Verlag, St. Katharinen 2004, ISBN 3-89590-148-2 (Zugleich: Mainz, Universität, Habilitations-Schrift, 2002).
- Vergessen als politische Option. Zur Einhegung interner Konflikte in der Antike. Steiner, Stuttgart 2023, ISBN 978-3-515-13502-3.

Herausgeberschaften
- mit Hartmut Leppin: Wiederanfang und Ernüchterung in der Nachkriegszeit. Dem Althistoriker Hermann Strasburger in memoriam (= Schriftenreihe des Frankfurter Universitätsarchivs. Band 4). Wallstein-Verlag, Göttingen 2013, ISBN 978-3-8353-1126-8.
- Leonhard Schumacher: Historischer Realismus. Kleine Schriften zur Alten Geschichte (= Studien zur Alten Geschichte. Band 26). Vandenhoeck & Ruprecht, Göttingen 2018, ISBN 978-3-946317-24-1.